# Port lotniczy Dubrownik
Port lotniczy Dubrownik (chorw. Zračna luka Dubrovnik) (IATA: DBV, ICAO: LDDU) – lotnisko oddalone 20 km od centrum miasta Dubrownik, w miejscowości Čilipi (gmina Konavle).

## Przewóz pasażerów
W 2006 roku lotnisko Dubrownik łącznie przewiozło 1 120 453 pasażerów. Był to drugi rok z rzędu, kiedy liczba pasażerów przekroczyła milion.

## Linie lotnicze i połączenia

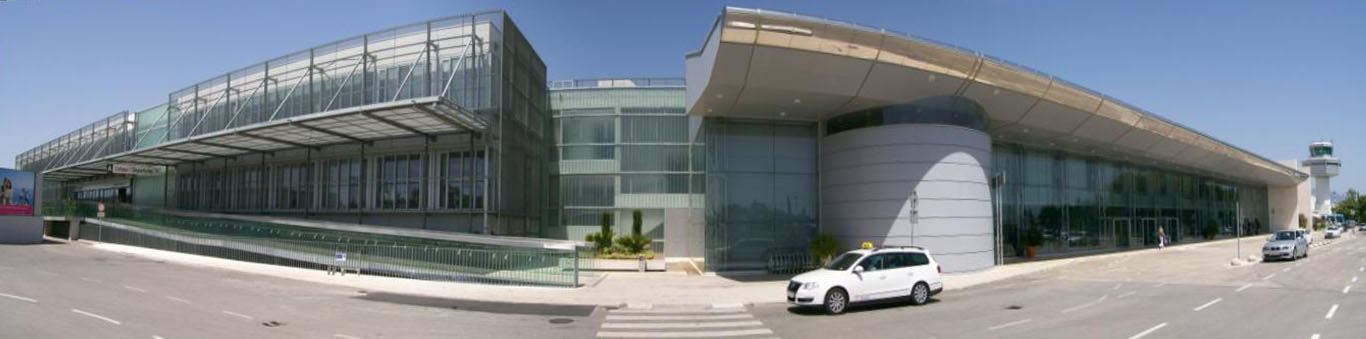
Port Lotniczy Dubrownik, terminal pasażerski

Port Lotniczy Dubrownik, sala odlotów

| Linia lotnicza        | Kierunek |
| --------------------- | --- |
| Aegean Airlines       | Sezonowo: 1. Ateny |
| Aer Lingus            | Sezonowo: 1. Cork 2. Dublin |
| Air Baltic            | Sezonowo: 1. Ryga 2. Tallinn 3. Wilno |
| Air France            | Sezonowo: 1. Paryż-Charles de Gaulle |
| Air Serbia            | Sezonowo: 1. Belgrad |
| Austrian Airlines     | Sezonowo: 1. Wiedeń |
| British Airways       | Sezonowo: 1. Londyn-Gatwick 2. Londyn-Heathrow |
| Brussels Airlines     | Sezonowo: 1. Bruksela |
| Croatia Airlines      | 1. Frankfurt 2. Zagrzeb Sezonowo: 1. Ateny 2. Monachium 3. Osijek 4. Paryż-Charles de Gaulle 5. Praga 6. Pula 7. Rzym-Fiumicino 8. Split 9. Zurych                      |
| Discover Airlines     | Sezonowo: 1. Frankfurt |
| easyJet               | Sezonowo: 1. Amsterdam 2. / Bazylea 3. Berlin 4. Bristol 5. Edynburg 6. Genewa 7. Londyn-Gatwick 8. Lyon 9. Manchester 10. Nantes 11. Neapol 12. Paryż-Orly 13. Wenecja |
| Edelweiss Air         | Sezonowo: 1. Zurych |
| Eurowings             | Sezonowo: 1. Berlin 2. Kolonia/Bonn 3. Düsseldorf 4. Hamburg 5. Stuttgart                                                                                               |
| Finnair               | Sezonowo: 1. Helsinki |
| Flydubai              | Sezonowo: 1. Dubaj |
| Freebird Airlines     | Czartery: 1. Berlin 2. Düsseldorf 3. Frankfurt 4. Hamburg 5. Hanower 6. Lipsk 7. Londyn-Gatwick 8. Manchester 9. Monachium 10. Stuttgart                                |
| Iberia                | Sezonowo: 1. Madryt |
| Jet2.com              | Sezonowo: 1. Belfast-International 2. Birmingham 3. East Midlands 4. Edynburg 5. Leeds/Bradford 6. Londyn-Stansted 7. Manchester 8. Newcastle                           |
| KLM                   | Sezonowo: 1. Amsterdam |
| Korean Air            | Sezonowe czartery: 1. Seul-Inczon |
| Leav Aviation         | Sezonowe czartery: 1. Kolonia/Bonn |
| LOT                   | Sezonowo: 1. Warszawa-Chopin |
| Lufthansa             | Sezonowo: 1. Monachium |
| Luxair                | Sezonowo: 1. Luksemburg |
| Norwegian Air Shuttle | Sezonowo: 1. Bergen 2. Kopenhaga 3. Helsinki 4. Oslo-Gardermoen 5. Stavanger 6. Sztokholm-Arlanda                                                                       |
| Ryanair               | Sezonowo: 1. Dublin 2. Wiedeń |
| Scandinavian Airlines | Sezonowo: 1. Kopenhaga |
| Sky Alps              | Sezonowo: 1. Bolzano Sezonowe czartery: 1. Bratysława |
| Smartwings            | Sezonowo: 1. Katowice 2. Praga 3. Warszawa-Chopin |
| Trade Air             | 1. Osijek 2. Rijeka 3. Split |
| Transavia             | Sezonowo: 1. Paryż-Orly 2. Rotterdam |
| TUI Airways           | Sezonowo: 1. Birmingham 2. Bristol 3. Cardiff 4. East Midlands 5. Glasgow 6. Leeds/Bradford 7. Londyn-Gatwick 8. Manchester 9. Newcastle                                |
| TUI fly Belgium       | Sezonowo: 1. Bruksela |
| Turkish Airlines      | 1. Stambuł |
| United Airlines       | Sezonowo: 1. Newark |
| Volotea               | Sezonowo: 1. Ateny 2. Bari 3. Bordeaux 4. Lille 5. Lyon 6. Marsylia 7. Nantes 8. Tuluza                                                                                 |
| Vueling Airlines      | Sezonowo: 1. Barcelona 2. Rzym-Fiumicino |
| Wizz Air              | Sezonowo: 1. Warszawa-Chopin |